# Spermophilus pallidicauda
Spermophilus pallidicauda is een zoogdier uit de familie van de eekhoorns (Sciuridae). De wetenschappelijke naam van de soort werd voor het eerst geldig gepubliceerd door Satunin in 1903.